# Gedächtnis
Gedächtnis (von mittelhochdeutsch gedaechtnisse, „Andenken, Erinnerung“) oder Mnestik bezeichnet die Fähigkeit der Nervensysteme von Lebewesen, aufgenommene Informationen umzuwandeln, zu speichern und wieder abzurufen. Beide Begriffe leiten sich ab von mnḗstis, ‚Gedächtnis‘ oder ‚Gedenken‘ (dies von altgriechisch μνήμη mnḗmē, deutsch ‚Gedächtnis, Erinnerung‘; vergleiche auch Amnesie und Amnestie).
Im Gedächtnis gespeicherte Informationen sind das Ergebnis von bewussten oder unbewussten Lernprozessen. Die Gedächtnisbildung wird dabei durch die neuronale Plastizität ermöglicht. Im übertragenen Sinne wird das Wort „Gedächtnis“ auch allgemein für die Speicherung von Informationen in anderen biologischen und technischen Systemen benutzt.
Auch primitive Nervensysteme (z. B. jene von Nesseltieren) sind zu einfachen Lernprozessen befähigt. Komplexität und Umfang von möglichen Gedächtnisleistungen haben im Laufe der Evolution zugenommen.
Eine einzelne gespeicherte und abrufbare Information wird Engramm (Gedächtnisspur) genannt. Die Gesamtheit aller Engramme bildet das Gedächtnis.

## Einteilung in verschiedene Gedächtnisarten
Die verschiedenen Gedächtnisarten können auf psychologischer Ebene nach zwei Aspekten eingeteilt werden: der Dauer der Speicherung oder der Art des Gedächtnisinhalts.
Nach der Dauer der Informationsspeicherung lässt sich das Gedächtnis in verschiedene Subsysteme einteilen. Unterschieden werden üblicherweise drei Systeme:
1. Sensorisches Gedächtnis (auch sensorisches Register): Es hält Informationen für Millisekunden bis Sekunden fest (z. B. ikonisches oder echoisches Gedächtnis).
2. Arbeitsgedächtnis (auch Kurzzeitgedächtnis): Es speichert Informationen etwa 20–45 Sekunden.
3. Langzeitgedächtnis: Es speichert Informationen über Jahre.

Innerhalb des Langzeitgedächtnisses wird weiter unterschieden zwischen deklarativem und prozeduralem Gedächtnis. Das deklarative Gedächtnis speichert bewusst zugängliche Informationen: Das umfasst Fakten und Ereignisse, die entweder zur eigenen Biographie gehören (episodisches Gedächtnis) oder das so genannte Weltwissen eines Menschen ausmachen (semantisches Gedächtnis, z. B. berufliche Kenntnisse, Fakten aus Geschichte, Politik, Kochrezepte). Das prozedurale Gedächtnis umfasst dagegen Fertigkeiten, die in der Regel automatisch und ohne Nachdenken eingesetzt werden. Dazu gehören vor allem motorische Abläufe (Fahrradfahren, Schwimmen, Tanzen, Skifahren). Prozedurale Gedächtnisinhalte werden überwiegend durch implizites Lernen erworben, deklarative Inhalte dagegen durch explizites Lernen angeeignet.
Ein anderes Modell vertritt der Levels-of-processing-Ansatz.

### Sensorisches Gedächtnis (Ultrakurzzeitgedächtnis)
Neue Informationen erreichen das Gehirn über die Sinnesorgane und werden im sensorischen Gedächtnis (auch sensorisches Register, früher auch Immediatgedächtnis, Ultrakurzzeitgedächtnis oder Ultrakurzzeitspeicher genannt) zwischengespeichert. Das sensorische Gedächtnis ist für jede Sinnesmodalität spezifisch, es wird auch als ikonisches Gedächtnis für die visuelle Wahrnehmung und echoisches Gedächtnis für die auditive Wahrnehmung bezeichnet. Die Fähigkeit, in einem Gespräch etwas zuvor Gesagtes zu wiederholen, obwohl gerade nicht hingehört wurde, ist ein Beispiel für das auditive sensorische Gedächtnis.
Im sensorischen Gedächtnis werden weitaus mehr Informationen aufgenommen als im Arbeitsgedächtnis. Allerdings zerfallen diese auch schon nach wenigen Zehntelsekunden. Eine Möglichkeit, den Zerfall der Informationen in diesem Gedächtnissystems zu untersuchen, ist die sogenannte Teilbericht-Methode (engl. partial-report), die von George Sperling (1960) entwickelt wurde. Bei dieser werden Versuchspersonen mehrere Reihen von Buchstaben (Set) in verschiedenen Zeilen dargeboten, wovon beim späteren Abruf immer nur einzelne Zeilen wiedergegeben werden sollen. Dies soll verhindern, dass in der Zeit wo einzelne Teile aus dem Set wiedergegeben werden, die anderen vergessen werden. Wird in einem Experiment die Zeit zwischen der Darbietung des Sets und dem Hinweis, welche Zeile wiedergegeben werden soll, variiert und die Gedächtnisleistung je nach Zwischenzeit verglichen, wird ein Schätzwert für die Dauer der Speicherung erhalten. Mit dieser Methode konnte gezeigt werden, dass das visuelle sensorische Gedächtnis Informationen über etwa 15 Millisekunden, das auditorische sensorische Gedächtnis hingegen über etwa 2 Sekunden speichern kann.
Bei dieser Art der Erinnerung spielen zentral gesteuerte Prozesse, wie Bewusstsein oder Aufmerksamkeit, meist keine bedeutende Rolle. Diese können jedoch bei der Übertragung von Information ins Arbeitsgedächtnis einen großen Einfluss haben.

### Arbeitsgedächtnis/Kurzzeitgedächtnis
Grundlage bewusster Informationsverarbeitung ist das Kurzzeitgedächtnis (in einigen Modellen auch Arbeitsgedächtnis). Das Kurzzeitgedächtnis ist ein Speicher, der eine eng begrenzte Menge von Information in einem unmittelbar verfügbaren Zustand bereithält.
Nach einer Hypothese, die als historisch überholt gilt, verfügt es über eine ungefähre Kapazität von etwa 7 ± 2 Informationseinheiten, sofern es sich um zahlenmäßig auflistbare Dinge handelte. Diese wurden auch Chunks genannt (siehe dort zu neueren Erkenntnissen).

#### Kurzzeitgedächtnis
Ein Aspekt, der im Rahmen der Erforschung des Kurzzeitgedächtnis besondere Beachtung fand, ist das „schnelle Vergessen“. Dieses wurde zum ersten Mal von Peterson & Peterson (1959) untersucht. Indem sie ihren Probanden einzelne Wörter, Wort-Triaden und Konsonanten-Triaden zeigten, auf die eine ablenkende Aufgabe (rückwärts zählen) folgte, stellten sie einen deutlichen Abfall der Speicherleistung in Abhängigkeit von der Länge der ablenkenden Aufgabe fest. Zudem machte es einen Unterschied, ob die Wörter einzeln oder in Gruppen dargeboten wurden. Einzelwörter zeigten eine deutlich geringere Vergessensrate als eine Gruppe von drei Konsonanten oder drei Wörtern. Letztere beiden unterschieden sich nicht voneinander. Murdock (1961) bestätigte die Ergebnisse von Peterson & Peterson und konnte zusätzlich zeigen, dass die Darbietung mehrerer Dinge der gleichen semantischen Kategorie eine vorwärts gerichtete Hemmung verursachte. Den Probanden fiel es umso schwerer, zwischen den Dingen zu unterscheiden, je mehr sie gesehen hatten (Listenlängeneffekt). Dies zeigte sich in einem deutlichen Abfall der Erinnerungsleistung.
Delos Wickens (1970) konnte zeigen, dass sich die vorwärts gerichtete Hemmung aufheben lässt, wenn Probanden Wörter unterschiedlicher semantischer Kategorien präsentiert werden. Nach einem Kategorienwechsel stieg die Erinnerungsleistung wieder deutlich an. Gunter u. a. (1981) führten drei Experimente durch, in denen sie die vorwärts gerichtete Hemmung und ihre Aufhebung nachweisen konnten. Sie ließen ihren Probanden einzelne Fernsehnachrichten unterschiedlicher Themengebiete vorsprechen, von zum Beispiel innen- und außenpolitischen Themen. Einer Gruppe wurden vier ähnliche Themen präsentiert, der anderen drei ähnliche und ein Nachrichtenpunkt aus einem anderen Themengebiet. Bei der ersten Gruppe zeigte sich die vorwärts gerichtete Hemmung im Sinne einer abfallenden Gedächtnisleistung und bei der zweiten Gruppe zeigte sich die Aufhebung der Hemmung durch den Themenwechsel. Beide Effekte konnten auch bei einer verringerten Anzahl von Dingen und bei der zusätzlichen Aufgabe, diese genau zu beschreiben, gefunden werden. Außerdem konnten die Autoren einen Lerneffekt nachweisen, wenn bestimmte Dinge bereits in einem vorhergehenden Test gezeigt worden waren. Die Probanden konnten sich dann an diese in einem zweiten Test besser erinnern. Untersuchungen zum Zeitraum des Effekts der vorwärts gerichtete Hemmung deuteten am ehesten auf die Abrufphase.

#### Arbeitsgedächtnis
Das ursprüngliche Modell des Kurzzeitgedächtnisses wurde seit 1974 durch das Arbeitsgedächtnismodell von Baddeley ergänzt, das folgende drei Systeme anführt:
- Der räumlich-visuelle Notizblock zur kurzfristigen Speicherung visueller Eindrücke.
- Die artikulatorische oder phonologische Schleife dient zur Speicherung von verbalen Informationen, welche durch ein inneres Wiederholen relativ lange verfügbar bleiben können.
- Die zentrale Exekutive verwaltet die beiden Teilsysteme und verknüpft Informationen aus diesen mit dem Langzeitgedächtnis.

Zuletzt ist das Modell um einen episodischen Puffer erweitert worden.

### Langzeitgedächtnis
Das Langzeitgedächtnis ist das dauerhafte Speichersystem des Gehirns. Es handelt sich nicht um ein einheitliches Gebilde, sondern um mehrere Speicherleistungen für verschiedene Arten von Information. Sie kann im Langzeitgedächtnis von Minuten bis zu Jahren gespeichert werden (sekundäres Gedächtnis) oder sogar ein Leben lang (tertiäres Gedächtnis). Über Begrenzungen der Kapazität des Langzeitgedächtnisses ist nichts bekannt. Allerdings lassen Studien bei sog. Savants (franz.) oder Inselbegabten eine deutlich höhere Gedächtniskapazität vermuten als die normal genutzte. Vergessen scheint kein Kapazitätsproblem, sondern ein Schutz vor zu viel Wissen zu sein. Vergessen findet anscheinend weniger durch Informationsverlust wie in den anderen, kurzzeitigen Gedächtnisformen statt, sondern durch löschenden oder verfälschenden Einfluss von anderen, vorher oder nachher gebildeten Inhalten.
Zu unterscheiden sind verschiedene Prozesse des Langzeitgedächtnisses:
- Lernen/Enkodierung: Neues Einspeichern von Information
- Erinnern/Abrufen: Bewusstwerden von Gedächtnisinhalten
- Konsolidieren/Behalten: Festigung von Information durch wiederholten Abruf
- Verknüpfen von neuen und alten Informationen
- Vergessen: Zerfall von Gedächtnisinhalten oder Abänderung durch konkurrierende Information

Für die Überführung von neuen Gedächtnisinhalten in das Langzeitgedächtnis und das Bewahren von Information ist Üben oft förderlich, zum Beispiel durch das bewusste Abrufen und Überdenken von Information im Arbeitsgedächtnis. Die Verankerung im Gedächtnis nimmt zu mit der Bedeutung, dem emotionalen Gewicht und der Anzahl der Assoziationen (Verknüpfung mit anderen Inhalten).

#### Formen und Inhalte des Langzeitgedächtnisses
Grundsätzlich werden zwei Formen des Langzeitgedächtnisses unterschieden, die unterschiedliche Arten von Information speichern: das deklarative (explizite) und das prozedurale implizite Gedächtnis. Die unterschiedlichen Informationsformen sind unabhängig voneinander und werden in verschiedenen Gehirnarealen gespeichert, so dass zum Beispiel Patienten mit einer Amnesie (Gedächtnisstörung) des deklarativen Gedächtnisses ungestörte prozedurale Gedächtnisleistungen aufweisen können.

#### Deklaratives Gedächtnis
Das deklarative Gedächtnis oder explizite Gedächtnis, auch Wissensgedächtnis, speichert Tatsachen und Ereignisse, die bewusst wiedergegeben werden können. Das deklarative Gedächtnis wird unterteilt in zwei Bereiche:
- Das „semantische Gedächtnis“ enthält das Weltwissen, von der Person unabhängige, allgemeine Fakten („Paris ist die Hauptstadt von Frankreich“, „Man hat eine Mutter und einen Vater“).
- Im „episodischen Gedächtnis“ finden sich Episoden, Ereignisse und Tatsachen aus dem eigenen Leben (Erinnerung an Erlebnisse bei einem Besuch in Paris, das Gesicht und der Name des eigenen Vaters).

#### Prozedurales Gedächtnis
Das prozedurale Gedächtnis, auch Verhaltensgedächtnis, speichert automatisierte Handlungsabläufe bzw. Fertigkeiten. Beispiele dafür sind Gehen, Radfahren, Tanzen, Autofahren, Klavierspielen. Dies sind komplexe Bewegungen, deren Ablauf gelernt und geübt wurde und die dann, ohne nachzudenken, abgerufen und ausgeführt werden.

#### Gedächtnis-Kapazität
Die Kapazität des menschlichen Gedächtnisses ist schwer zu bestimmen und hängt von der Art von Informationen ab, die gespeichert werden. So wurde geschätzt, dass jeder Mensch im Mittel etwa 5000 Gesichter anderer Menschen erkennen und damit erinnern kann.

## Anatomie und Physiologie des Gedächtnisses
Im Gegensatz zu anderen Bereichen wie Sprache, Motorik, Sehen oder Hören gibt es keinen abgrenzbaren umfassenden „Gedächtnisbereich“ im Gehirn. Vielmehr beruht das Gedächtnis überwiegend auf Zusatzleistungen anderweitig spezialisierter Teile des Gehirns. Dennoch können verschiedene anatomische Strukturen unterschieden werden, die für das Erinnerungsvermögen notwendig sind. Zuvor ist zu klären, was auf unterster Ebene, am einzelnen Neuron, das Korrelat (Entsprechung) des Lernens und des Gedächtnisses darstellt.

### Neuronale Lernprozesse

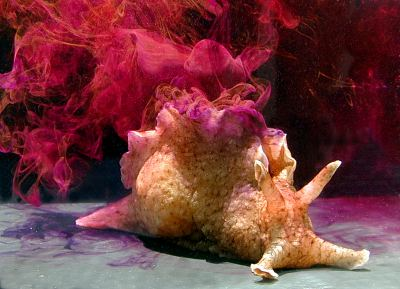
Aplysia californica (der Kalifornische Seehase), bevorzugtes Forschungsobjekt des Gedächtnisforschers Eric Kandel

Der Gedächtnisinhalt ist in den Verbindungen der Nervenzellen, den Synapsen, niedergelegt, genauer in der synaptischen Effizienz neuronaler Netze. Nachdem bis in die 1970er die Hypothese vertreten wurde, dass chemische Moleküle diese Rolle übernehmen könnten – besonders berühmt ist Scotophobin geworden – stellte sich diese Hypothese als nicht mehr haltbar heraus.
Zwischen den ungefähr 100 Milliarden Nervenzellen bestehen schätzungsweise 100 bis 500 Billionen Synapsen. Entscheidend ist hierbei die synaptische Plastizität: Viele Synapsen sind anatomisch anpassungsfähig. Dadurch können sie die Effizienz der Übertragung zwischen den Neuronen verändern. Außerdem werden Übertragungseigenschaften durch Neubildung und Abbau von Synapsen angepasst.
Donald O. Hebb schlug 1949 als Erster vor, dass Synapsen – in Abhängigkeit vom Ausmaß ihrer Aktivierung durch Neuronentätigkeit – die Stärke ihrer Signalfähigkeit durch anatomischen Umbau „dauerhaft“ ändern. Die von ihm in der sogenannten Hebbschen Lernregel aufgestellte Hypothese konnte experimentell bestätigt werden. So wird eine Synapse, die durch gleichzeitige Aktivität im vor- und nachsynaptischen Neuron stärker wird, als „Hebb-Synapse“ bezeichnet. Eine solche dauerhafte Veränderung einer Synapse wird in der Neurophysiologie als „homosynaptische“ Langzeitpotenzierung (Langzeitverstärkung) bezeichnet.
Es gibt eine Vielzahl weiterer Formen synaptischer Plastizität. Sie unterscheiden sich vor allem in ihrer Richtung (Potenzierung oder Depression, d. h. Verstärkung oder Abschwächung), in ihrer Dauer (Kurzzeit- oder Langzeitveränderung), in ihrer synaptischen Spezifität (homo- oder heterosynaptisch) sowie den molekularen Mechanismen ihrer Entstehung und Aufrechterhaltung.
Es wurden verschiedene Signalkaskaden beschrieben, die ihren Ausgang in der Erregung einer Nervenzelle durch eine bestimmte Synapse und ein daraufhin ausgelöstes Aktionspotential nehmen und zu kurz- oder auch langfristiger Veränderung der synaptischen Effizienz führen. Solche Mechanismen umfassen kurzfristig die Phosphorylierung von Rezeptormolekülen, die Ausschüttung von retrograden (rückwärtig wirkenden) Botenstoffen für das präsynaptische Axon (Nervenfaser), und für die langfristige Wirkung insbesondere die Aktivierung von Transkriptionsfaktoren, die die Proteinbiosynthese regulieren und zur vermehrten Synthese von Rezeptormolekülen, Enzymen für Transmitter-Auf- und Abbau und Strukturproteinen führen.

### Anatomische Grobstrukturen
Den verschiedenen Arten des Gedächtnisses werden heute bestimmte Gehirnregionen zugeordnet. Die Zuordnungen konnten durch Vergleiche von Gedächtnisstörungen bei lokalisierten Schädigungen des Gehirns (etwa durch Schlaganfall) vorgenommen werden.
Das Arbeitsgedächtnis wird dem präfrontalen Cortex zugeordnet. Das Langzeitgedächtnis hingegen gründet auf einem Zusammenwirken des Cortex und zahlreicher subkortikaler Bereiche. Dabei wird zwischen den verschiedenen Informationsqualitäten unterschieden.

#### Deklaratives Gedächtnis

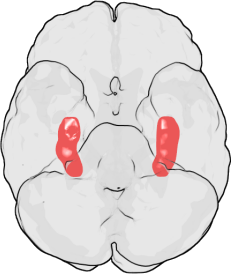
Abbildung 1:
Lage der Hippocampi (rot) im menschlichen Gehirn:
Ansicht von unten (die Stirn liegt im Bild oben)

Beteiligt beim deklarativen Gedächtnis ist der gesamte Neocortex, beim episodischen Gedächtnis insbesondere der rechte Frontal- und der Temporalcortex, beim semantischen Gedächtnis speziell der Temporallappen.
Beteiligt, insbesondere beim Vorgang der Speicherung, sind jedoch auch subkortikale Regionen, wie das limbische System, vor allem das mediale Temporallappensystem, der Hippocampus und angrenzende Gebiete. Diese sind im sogenannten Papez-Neuronenkreis zusammengefasst. Oft zitiert wird der Fall des Patienten HM, dem zur Therapie schwerer Epilepsie beide Hippocampi entfernt wurden. Zwar wurde die Epilepsie geheilt, der Patient zeigte jedoch nach der Operation eine schwere anterograde Amnesie: Er konnte sich nichts Neues mehr merken. Der Zugriff auf vor der Operation erworbene Gedächtnisinhalte war hingegen nicht beeinträchtigt.

#### Prozedurales Gedächtnis
Am Lernen von Fertigkeiten sind beim Menschen neben Cortexarealen, wie den motorischen und präfrontalen Gebieten, insbesondere das Kleinhirn und die Basalganglien beteiligt. Für die Speicherung emotional bedeutender Gedächtnisinhalte, wie auch von Angstreaktionen, spielt die Amygdala eine wichtige Rolle.
Für Formen des Lernens nach Art der klassischen Konditionierung, die auch bei primitiveren Tieren vorhanden sind, sind dementsprechend auch evolutionär ältere Gehirnbereiche beteiligt. Oft liegt hier der Ort des Lernens dort, wo die beiden miteinander zu verknüpfenden Reize anatomisch zusammen laufen. Insbesondere das Kleinhirn spielt hierbei eine Rolle.

### Emotion und Gedächtnis
Der Prozess, in dem das menschliche Gehirn durch Lernprozesse die Art und Weise beeinflusst, in der bestimmte Reize eine Emotion hervorrufen, wird als „emotionales Gedächtnis“ bezeichnet. Um nachzuvollziehen, welche Hirnareale und neuronalen Mechanismen an der Verarbeitung und Abspeicherung solcher emotionaler Gedächtnisinhalte beteiligt sind, wurde die klassische Furchtkonditionierung in Zusammenhang mit Läsionsstudien angewandt. Bei der Furchtkonditionierung (die meist an Ratten durchgeführt wird) wird ein neutraler Stimulus (z. B. ein Ton) mit einem aversiven Stimulus (z. B. einem Elektroschock) gepaart, was dazu führt, dass die Ratten anschließend eine Furchtreaktion auf den neutralen Stimulus zeigen. Dies kann bereits nach einer einzigen Paarung der Stimuli der Fall sein. Durch selektive Läsionen an Ratten konnte ferner festgestellt werden, welche Gehirnareale für die Ausbildung solcher Furchtreaktionen notwendig sind (s. u.).

#### Neuronale Grundlagen der Furchtkonditionierung
Es besteht die Annahme, dass der Schock die Art beeinflusst, wie Neurone in spezifischen Regionen des Gehirns auf den vorher neutralen Stimulus reagieren. Aus Ergebnissen verschiedener Läsionsstudien an Ratten konnten Joseph LeDoux u. a. ableiten, dass sensorische Signale nicht vom Cortex verarbeitet werden müssen, damit eine Konditionierung möglich ist. Es wurde vielmehr festgestellt, dass hier das maßgebliche Areal die Amygdala ist, die sowohl direkte Verbindungen zum Thalamus (sensorische Bahnen) wie zum Hirnstamm (lebenswichtige Grundprogramme) aufweist.
Eine Region innerhalb der Amygdala ist der zentrale Nucleus, der sowohl mit dem Hirnstamm als auch mit dem Hippocampus verbunden ist. Der Hippocampus ist eine wichtige Struktur für die Gedächtniskonsolidierung und die Verarbeitung komplexer Stimuli. Die Annahme ist nun, dass durch diese Verbindung Gedächtnisinhalte und der Kontext eines Stimulus emotionale Zuordnungen bekommen.
Es bestehen auch Verbindungen zwischen Cortex und Amygdala. So wird angenommen, dass emotionales Lernen zum einen auf dem subcorticalen Weg (vom Thalamus direkt zur Amygdala) und zum anderen auf dem corticalen Weg (vom Thalamus über den Cortex zur Amygdala) stattfinden kann. Der subcorticale Weg geht „schneller“, beinhaltet jedoch keine weitere Verarbeitung des Stimulus (da bewegt sich etwas – ich fürchte mich). Der corticale Weg verarbeitet den Stimulus umfangreicher (was sich da bewegt ist eine Schlange – die kann mich beißen – ich entferne mich besser), erfordert allerdings „längere Reaktionszeit“, die in manchen Situationen zu lang sein könnte, weshalb sich der schnellere subcorticale Weg evolutionsbiologisch – bis hin zum Menschen – erhalten hat.

## Anwendungsfelder der Gedächtnisforschung

### Augenzeugenberichte
In Gerichtsverfahren sind Zeugenaussagen von großer Bedeutung, insbesondere wenn sie die wichtigste – oder gar die einzige – Entscheidungsgrundlage sind. Deshalb ist es wichtig zu wissen, wie verlässlich Erinnerungen von Zeugen sind. Situationen, in denen Menschen eine Straftat miterleben, sind Situationen, die nicht erwartet werden, oft nur von sehr kurzer Dauer und meist sehr emotionsbeladen sind. Aufgrund der Charakteristik dieser Situationen ist es besonders leicht, die Erinnerungen an sie durch zusätzliche Information, zum Beispiel bei Befragungen, zu verfälschen. Loftus u. a. (1978) zeigten Probanden eine Bildersequenz, in der ein Auto einen Fußgänger anfährt, nachdem es entweder ein Stopp- oder ein Vorfahrt-gewähren-Schild passiert hat. In einem nachfolgenden Fragebogen wurde entweder ein Stopp- oder ein Vorfahrt-gewähren-Schild erwähnt. Durch diese nachträgliche begriffliche Lenkung konnten die Forscher erreichen, dass die Gruppe von Probanden, die eine widersprüchliche Frage erhielt, sich bei einem Wiedererkennungstest eher für das Schild entschied, das „nach originaler Bildersequenz“ und „vor Erinnerungstest“ in dem dazwischen vorgelegten Fragebogen erwähnt worden war.
Obwohl es möglich sein könnte, dass die Erinnerung an Gesichter verlässlicher sein sollte, besonders wenn diese im Zentrum des Geschehens standen, konnten Loftus und Greene (1980) zeigen, dass auch diese leicht zu verfälschen ist. Hierzu zeigten sie in mehreren Experimenten Probanden Gesichter von Menschen und setzten sie in Form von nachfolgenden Fragen oder Berichten falschen Informationen aus. Bei einem dieser Experimente zeigten sie ihnen einen Mann ohne Bart und gaben einem Teil der Probanden später die falsche Information, dass die Zielperson einen Bart habe. Die Gruppe von Probanden mit der falschen Information tendierte viel eher dazu, sich bei einem Wiedererkennungstest für eine Person mit Bart zu entscheiden, als die Gruppe mit dem richtigen Bericht (p<0,01). Insgesamt konnten Loftus u. a. zeigen, dass bei Zeugen auch die Erinnerung an Gesichter unbemerkt und nachhaltig verfälscht werden kann.
Zusammen zeigen diese Ergebnisse, dass Erinnerungen nicht verlässlich und leicht zu verfälschen sind. Deshalb ist es wichtig, dass bei polizeilichen Ermittlungen, wie Befragungen und Gegenüberstellungen, sowie in Gerichtsverfahren mit äußerster Vorsicht vorgegangen wird.

### Gedächtnistraining und Sport

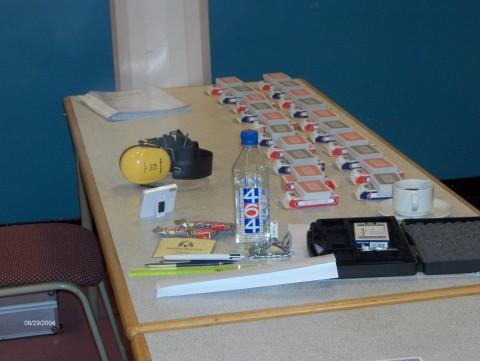
Teilnehmertisch bei den Gedächtnisweltmeisterschaften

Gedächtnistraining ist in vieler Hinsicht möglich. Es gibt zahlreiche Gedächtnistrainer und zahllose Bücher. Meist bauen diese auf Mnemotechniken auf. Die berühmteste ist die Loci-Methode. Heutzutage gibt es auch Gedächtnissportler, Gedächtnissportmeisterschaften und eine Weltrangliste. Der Weltrekord im Memorieren, also Auswendiglernen, möglichst vieler Ziffern in 5 Minuten liegt beispielsweise bei 520.

## Krankheiten
- Amnesie
- Retrograde Amnesie
- Anterograde Amnesie
- Transiente globale Amnesie
- Alzheimersche Krankheit
- Demenz
- Korsakow-Syndrom